# Rey (film)
Pour les articles homonymes, voir Rey.
Pour plus de détails, voir Fiche technique et Distribution.
Rey est un film chilien réalisé par Niles Atallah et sorti en 2017.

## Synopsis
En 1860, un avoué français devenu aventurier, Orélie Antoine de Tounens, veut devenir roi de Patagonie.

## Fiche technique
- Titre : Rey
- Réalisation : Niles Atallah
- Scénario : Niles Atallah
- Costumes et décors :  Natalia Geisse
- Photographie : Benjamin Echazarreta
- Son : Roberto Espinoza, Claudio Vargas et Peter Rosendahl
- Montage : Benjamin Mirguet
- Musique : Sebastiàn Jatz Rawicz
- Sociétés de production : Mômerade - Coproduction : unafilm - Circe Films
- Pays de production :  Chili
- Société de distribution (France) : Damned Films
- Durée : 91 minutes
- Date de sortie : France - 29 novembre 2017

## Distribution
- Rodrigo Lisboa
- Claudio Riveros

## Distinctions

### Récompense
- Prix du jury au Festival international du film de Rotterdam 2017[1]

### Sélections
- Festival du nouveau cinéma de Montréal 2017
- Festival du film de Munich 2017
- Festival Biarritz Amérique latine 2019[2]